# Ephedra tweediana
Ephedra tweediana är en kärlväxtart som beskrevs av Carl Anton von Meyer. Ephedra tweediana ingår i släktet efedraväxter, och familjen Ephedraceae. Inga underarter finns listade i Catalogue of Life.

## Bildgalleri

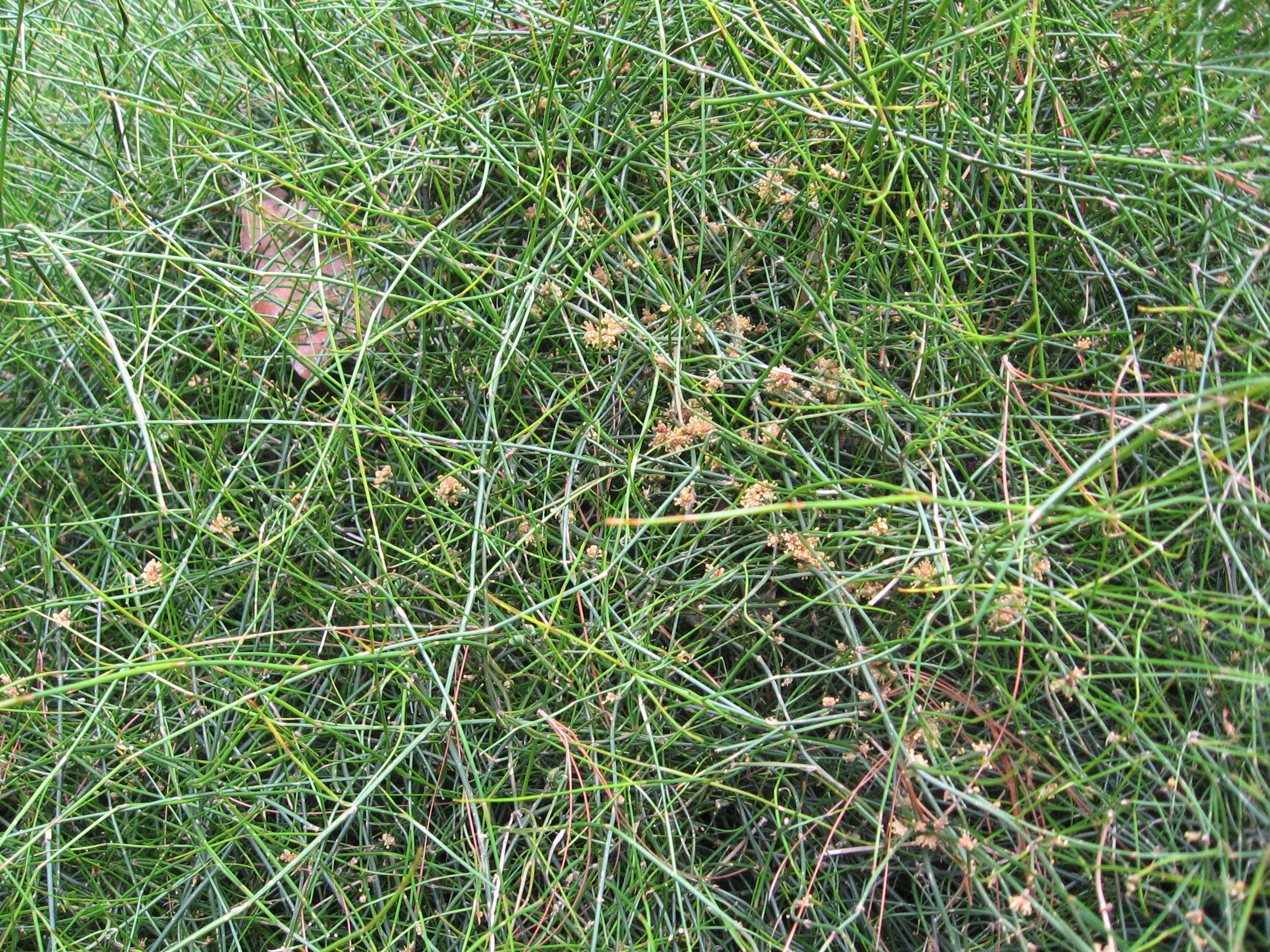
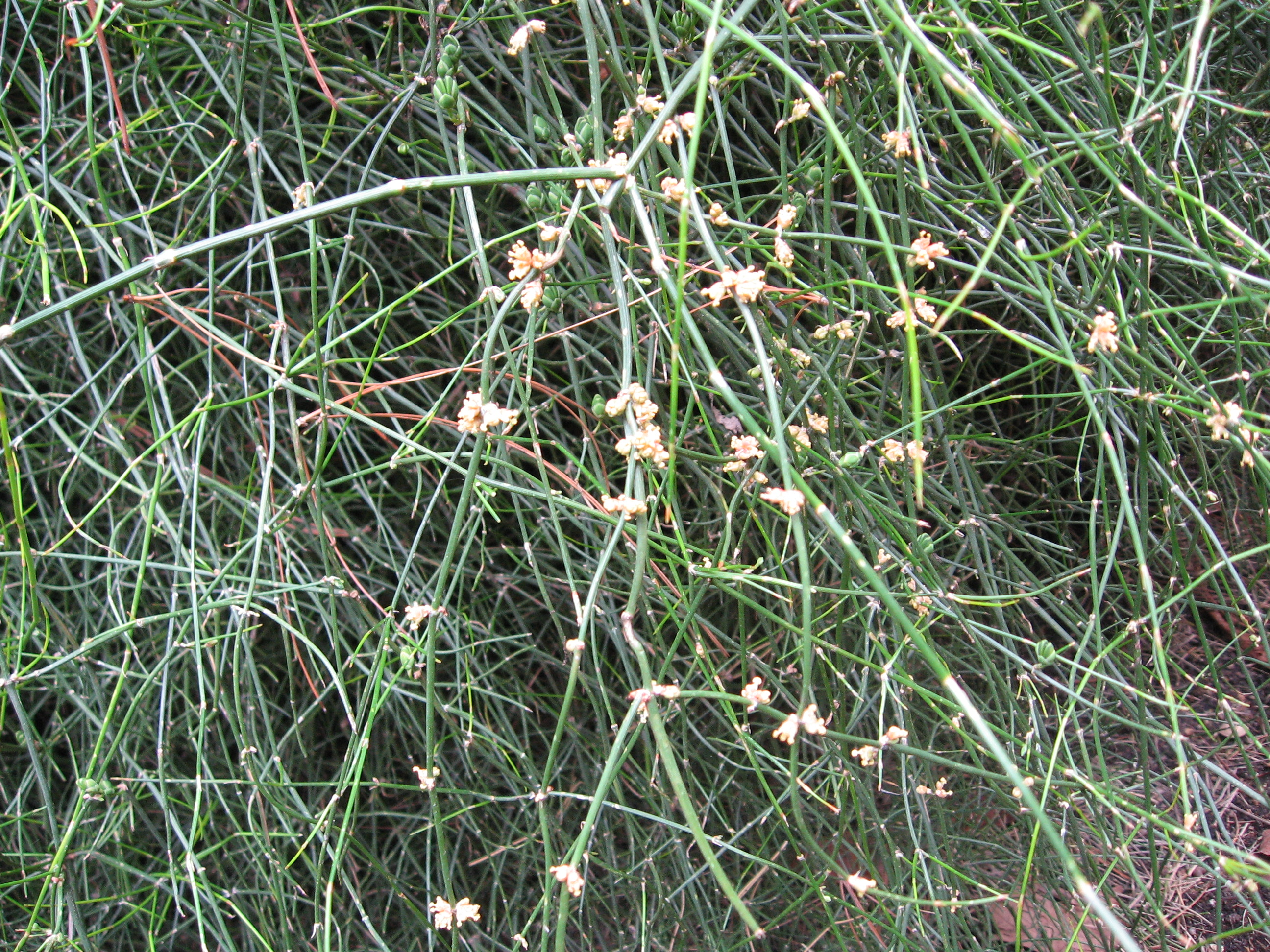
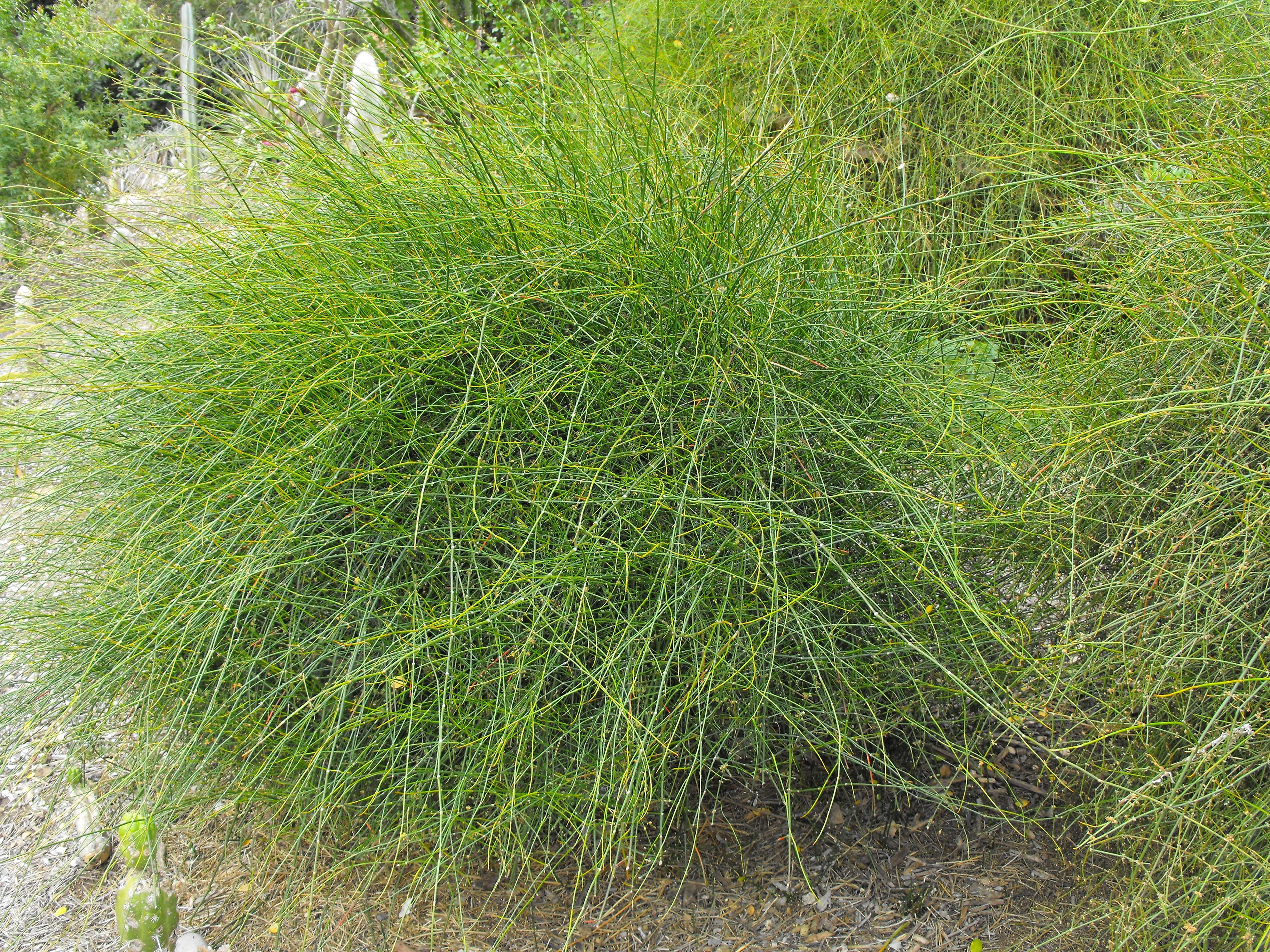